# Joseph M. Swing

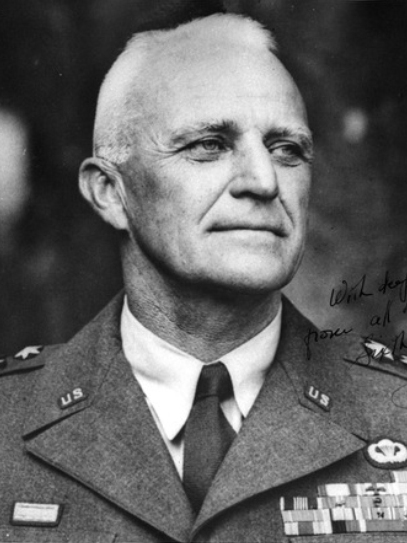
Joseph May Swing

Joseph May Swing (* 28. Februar 1894 in Jersey City, Hudson County, New Jersey; † 9. Dezember 1984 in San Francisco, Kalifornien) war ein Generalleutnant der United States Army. Er kommandierte unter anderem das I. Korps und die 6. Armee.
In den Jahren 1911 bis 1915 durchlief Joseph Swing die United States Military Academy in West Point. Nach seiner Graduation wurde er als Leutnant der Artillerie zugeteilt. In der Armee durchlief er anschließend alle Offiziersränge vom Leutnant bis zum Drei-Sterne-General. Bemerkenswert ist, dass der Graduationsjahrgang 1915 an der Militärakademie West Point außergewöhnlich viele, nämlich 59, spätere Generäle hervorbrachte. Die bekanntesten unter ihnen waren Dwight D. Eisenhower und Omar N. Bradley.
Im Lauf seiner militärischen Karriere absolvierte Swing verschiedene Kurse und Schulungen. Dazu gehörten unter anderem die United States Army Field Artillery School in Fort Sill, das Command and General Staff College in Fort Leavenworth und das United States Army War College in Carlisle in Pennsylvania.
In seinen jüngeren Jahren absolvierte er den für Offiziere in den niederen Rangstufen üblichen Dienst in verschiedenen Einheiten und Standorten. Im weiteren Verlauf seiner Laufbahn kommandierte er Einheiten auf fast allen militärischen Ebenen. Zwischenzeitlich wurde er auch als Stabsoffizier eingesetzt. Im Jahr 1916 nahm Joseph Swing an der Mexikanischen Expedition teil. Während des anschließenden Ersten Weltkriegs war er mit der 1. Infanteriedivision in Frankreich eingesetzt.
Von 1918 bis 1921 diente Swing im Stab von Peyton C. March, dem damaligen Chief of Staff of the Army. Danach war er bis 1925 beim 1. Feldartillerieregiment. In den Jahren 1926 und 1927 absolvierte er das Command and General Staff College. Anschließend war er bis 1931 Dozent an der Field Artillery School. Die folgenden drei Jahre bis 1934 verbrachte Joseph Swing als Stabsoffizier im Hauptquartier der Feldartillerie, wo er ab 1935 für sein Studium am Army War College abgeordnet wurde. 
Im Jahr 1935 wurde Swing zum Stab der 6. Feldartillerie versetzt, bei dem er bis 1938 verblieb. Anschließend war er bis 1940 als Leiter der Nachrichtenabteilung (G2) bei der 2. Infanteriedivision. Danach wurde er für einige Zeit Stabschef dieser Division. Zwischen dem 1. Januar 1941 und dem 31. Januar 1942 kommandierte er die Artillerie der 1. Kavalleriedivision. In diese Zeit fiel der amerikanische Eintritt in den Zweiten Weltkrieg. Swings Division befand sich damals mitten in einer großangelegten Umstrukturierung und nahm an einer Reihe großer Manöver der USA in Louisiana teil. Nach seiner Zeit bei der Artillerie der 1. Kavalleriedivision wurde Swing zur 82. Infanteriedivision versetzt. Diese wurde damals reaktiviert und in 82. Luftlandedivision umbenannt, weil sie hauptsächlich in der Heeresfliegerei aktiv war. Kommandeur der Einheit war Swings West-Point-Mitabsolvent Omar Bradley. Auch in dieser Einheit kommandierte Swing die Artillerie.
Im weiteren Verlauf des Jahres 1942 und Anfang 1943 war Joseph Swing Stabsoffizier im Kriegsministerium. Dann erhielt er das Kommando über die neuaufgestellte 11. Luftlandedivision. Dieses Amt bekleidete er zwischen dem 25. Februar 1943 und Februar 1946 und nochmals ab Juni 1946 bis Januar 1948. Diese Division wurde im Mai 1944 nach Neuguinea verlegt, wo sie bis November des gleichen Jahres auf einen Kriegseinsatz vorbereitet wurde. Danach nahm sie an den Kämpfen um die Rückeroberung der Philippinen teil.
Zwischen dem 2. Februar 1948 und dem 27. Januar 1949 kommandierte Swing als Nachfolger von Roscoe B. Woodruff das I. Korps, das in Japan stationiert war. Anschließend übernahm er bis 1950 das Kommando über die Field Artillery School in Fort Sill in Oklahoma. Danach wurde er Leiter des Army War Colleges. Dieses Amt bekleidete er bis 1951. Sein letztes Kommando war der Oberbefehl über die 6. Armee. Diesen Posten übernahm er im Jahr 1951 von Albert Wedemeyer. Das Hauptquartier dieser Armee befand sich im Presidio bei San Francisco. Nachdem Swing sein Kommando im Jahr 1954 an Willard G. Wyman übergeben hatte, schied er aus dem aktiven Militärdienst aus.
Nach dem Ende seiner Militärzeit wurde Joseph Swing von seinem Klassenkameraden in West Point, Dwight D. Eisenhower, der inzwischen Präsident der Vereinigten Staaten geworden war, zum Beauftragten für Einwanderung und Einbürgerung (Commissioner of Immigration and Naturalization) ernannt. Diesen Posten bekleidete Swing von 1954 bis 1962. Sein Wirken in dieser Funktion war umstritten. Vor allem die Operation Wetback, die Massenabschiebung illegaler mexikanischer Einwanderer erlaubte und zum Tode mehrerer Mexikaner und zu massiven Menschenrechtsverletzungen führte, war heftig umstritten. Im Jahr 1962 ging Swing in den Ruhestand.
Der mit Josephine Mary Swing (1895–1972) verheiratete Offizier verstarb am 9. Dezember 1984 in San Francisco und wurde auf dem Nationalfriedhof Arlington beigesetzt.

## Orden und Auszeichnungen
Joseph Swing erhielt im Lauf seiner militärischen Laufbahn unter anderem folgende Auszeichnungen:
- Distinguished Service Cross
- Army Distinguished Service Medal
- Silver Star
- Legion of Merit
- Bronze Star Medal
- Air Medal